# Filmová věda
Filmová věda nebo filmologie je vědní obor zkoumající obecné záležitosti filmového vnímání (percepce).

## Oblast zájmu filmové vědy
Filmový historik Milan Hain (Katedra divadelních a filmových studií FF UP) považuje filmovou vědu za bohatý obor, který se podmiňuje a ovlivňuje s dalšími disciplínami z oblasti humanitních a společenských věd i mimo ně. Jedná se o vědní odvětví, které se neustále dynamicky proměňuje a vyvíjí. Jako možné vymezení oboru uvádí oblasti detailně specifikované v odborné publikaci Andrei Slovákové, jako zkoumání produkční kultury, festivalová studia, filmozofie, neuroestetika, analýza filmu a mediální archeologie.

## Filmová věda na vysokých školách
Roku 1947 byl na pařížské Sorbonně zřízen Institut de filmologie, který zde působil do roku 1959. V Československu se filmové vědy dostaly na univerzitní půdu (na Filmovou fakultu AMU) od roku 1952. Od roku 1969 byl obor přemístěn na Filozofickou fakultu Univerzity Karlovy. Studium bylo zpočátku společné s muzikologií, která se v roce 1990 oddělila od divadelní a filmové vědy. Samostatná katedra filmové vědy (později přejmenovaná na katedru filmových studií) byla na Univerzitě Karlově zřízena v roce 1996.
Filmová studia jsou zde (školní rok 2022/2023) vyučována jako bakalářské prezenční studium (tříleté) i návazné magisterské.
Filmovou vědu má ve svém programu i Univerzita Palackého, na jejíž Filozofické fakultě je Katedra divadelních a filmových studií.